# Aprendiendo a vivir (telenovela)
Aprendiendo a vivir es una telenovela mexicana  dirigida por Rafael Banquells, producida por Humberto Navarro para la cadena Televisa, se emitió por El Canal Cuatro en 1984. Fue protagonizada por Julio Alemán, Sonia Furió, Miguel Gómez Checa, Octavio Galindo y Tina Romero.

## Elenco
- Julio Alemán - Rafael
- Sonia Furió - Gloria
- Miguel Gómez Checa - Pepe
- Octavio Galindo - Raúl
- Tina Romero - Silvia
- Rosa Furman - Leonor
- Dina de Marco - Perla
- Silvia Mariscal - Martha
- Héctor Sáez - Guillermo
- Guillermo Orea - Don José
- Luz María Aguilar - Amada
- Carlos Monden - Juan Manuel
- Lilia Michel - Carolina
- Estela Chacón - Fedora
- Carmen Cortés - Nachita
- Antonio Ruiz - Alfredo
- Óscar Bonfiglio - Juan Manuel
- Carmen Delgado - Raquel
- Lorena Rivero - Olga
- Rafael Baledón
- Héctor Gómez - Guillermo
- Daniel Martín - Pepe